# Plaza (альбом)
Plaza  — третий студийный альбом американской психоделической инди-рок группы Quilt из Бостона, изданный 26 февраля 2016 года на лейбле Mexican Summer.

## История
Альбому предшествовали синглы «Eliot St.» и «Roller». Клип на песню «Roller» был выпущен 11 февраля 2016 года, а клип на песню «Padova» — 26 мая 2016 года.

## Отзывы
| Совокупная оценка    | Совокупная оценка |
| Источник             | Оценка            |
| -------------------- | ----------------- |
| Metacritic           | 76/100            |
| Оценки критиков      |                   |
| Источник             | Оценка            |
| AllMusic             | [ 6 ]             |
| Clash                | 7/10              |
| DIY                  | [ 8 ]             |
| The Line of Best Fit | 7.5/10            |
| musicOMH             | [ 10 ]            |
| Paste                | 8.0/10            |
| Pitchfork            | 7.7/10            |
| Spin                 | 6/10              |
| Under the Radar      | [ 14 ]            |

Альбом получил положительные отзывы музыкальной критики и интернет-изданий.
Зак Холлведел из Under the Radar высоко оценил альбом, заявив: «От начального риффа в „Passerby“ до заключительных тактов „Own Ways“ это запись из другой эпохи, которая углубляется и расширяется с каждым последующим прослушиванием, напоминая о Jefferson Airplane и даже, иногда, о более поздних Beatles. Но при всем своём почтении к тому, что было раньше, этот психо-роковый альбом — такой же продукт сегодняшнего дня, как и возвращение в эпоху цветов. Plaza — это богато слоистая, насыщенная пластинка, которая впечатляет четырёхчастными гармониями и отличным написанием песен». Росс Джонс из DIY дал альбому положительную рецензию, заявив: «Смело углубляясь в свои поп-чувства, группа создала альбом, который охватывает их интригующие убеждения в различных жанрах и превращает их в запись высокого качества». Хизер Фарес из AllMusic дала альбому положительную рецензию, заявив: «Даже если Quilt не всегда находят ответы, которые они ищут на Plaza, они нашли некоторые из своих самых уверенных и цельных музыкальных произведений».
Анна Гака из Spin была более критична к альбому, заявив: «Ни один трек из Plaza не плох. Он тщательно и грамотно сконструирован, приятен на вкус, но причудливости в нём катастрофически не хватает. Изображение на обложке, рисунок покойного лос-анджелесского современного художника Кеннета Прайса (1935—2012), ужасно легко для глаз. Но новый прямолинейный психологизм Quilt просто не вызывает интереса у его современных коллег, будь то пьяные исповеди Amen Dunes или мечтательная интимность инди-рок группы Widowspeak. Фолк-поп ушёл вперёд, а Quilt выровнялись. Они все ещё в поиске, но тайна уже раскрыта». Грэм Марш из musicOMH дал альбому среднюю рецензию, заявив: «В то время как Held in Splendor рассматривался как большой прогресс, Plaza в целом больше похож на группу, которая ступает по воде посреди психоделического океана, гадая, в какой стороне находится суша. Было бы лениво приходить к выводу, что дело просто в зияющем разрыве между треками, в которых звучит знойный тон Анны Фокс Рочински, и теми, где вокал принадлежит её спутникам-мужчинам (Шейн Батлер — вокал/гитара, Кевен Ларо — вокал/бас и Джон Эндрюс — вокал/барабаны), но поразительно очевидно, что именно с этих песен и следует начинать знакомство с Plaza».

## Список композиций
| №                   | Название            | Длительность |
| ------------------- | ------------------- | ------------ |
| 1.                  | «Passersby»         | 4:15         |
| 2.                  | «Roller»            | 4:14         |
| 3.                  | «Searching For»     | 3:07         |
| 4.                  | «O'Connor's Barn»   | 4:10         |
| 5.                  | «Eliot St.»         | 4:31         |
| 6.                  | «Hissing My Plea»   | 4:25         |
| 7.                  | «Something There»   | 3:46         |
| 8.                  | «Padova»            | 4:02         |
| 9.                  | «Your Island»       | 2:49         |
| 10.                 | «Own Ways»          | 5:23         |
| Общая длительность: | Общая длительность: | 40:42        |